# Lachman Lakes
Der Lachman Lakes sind zwei kleine Seen im Norden der Ulu-Halbinsel auf der westantarktischen James-Ross-Insel. Sie liegen zwischen dem Berry Hill und dem Kap Lachman.
Das UK Antarctic Place-Names Committee benannte sie 2015 in Anlehnung an die Benennung des gleichnamigen Kaps. Dessen Namensgeber ist J. Lachman, ein Geldgeber der Schwedischen Antarktisexpedition (1901–1903) unter der Leitung von Otto Nordenskjöld.